# پلاش
پلاش (به آلمانی: Plech) یک شهر در آلمان است که در بایروث واقع شده‌است.